# Horizon Call of the Mountain
Horizon Call of the Mountain — пригодницька відеогра 2023 року, розроблена Guerrilla Games і Firesprite. Гра, яка є частиною серії Horizon, була випущена видавцем Sony Interactive Entertainment у лютому 2023 року як стартовий тайтл для гарнітури віртуальної реальності PlayStation VR2.

## Сюжет
Історія гри розповідає про Ріаса, колишнього повстанця Карха Тіні, якого засуджено спокутувати свої злочини, приєднавшись до експедиції, спрямованої для розслідування нової загрози Сондому. Під час своєї подорожі Райас зустрінеться з новими персонажами та персонажами з минулих частин, включно з головною героїнею франшизи Елой.

## Ігровий процес
Horizon Call of the Mountain є пригодницькою грою з виглядом від першої особи. Описаний як «майстер скелелазіння та стрільби з лука», Ріас, головний герой гри, озброєний мисливським луком, який можна використовувати для боротьби з різними роботизованими істотами. Хоча гра здебільшого лінійна, у гравців є кілька шляхів для дослідження та наближення до своїх цілей. У міру проходження гри гравець відкриває додаткові інструменти та спорядження, що дозволяє гравцям бути більш ефективними як у розвідці, так і в бою. На додаток до основної історії, у грі є мальовничий режим під назвою «Подорож по річці» або «Машинне сафарі» (з англійської) яка являє собою екскурсію ландшафтом гри.

## Розробка
Horizon Call of the Mountain була розроблений Guerrilla Games, яка розробила Horizon Zero Dawn і Horizon Forbidden West, і Firesprite, британською студією, яка працювала над іграми VR, включаючи The Playroom і The Persistence. Гру було анонсовано під час пресконференції Sony CES 2022 у січні 2022 року. Вона входить у стартову лінійку ігор для гарнітури PlayStation VR2.

## Відгуки
| Агрегатор  | Оцінка |
| ---------- | ------ |
| Metacritic | 79/100 |

| Видання               | Оцінка  |
| --------------------- | ------- |
| Destructoid           | 8/10    |
| Game Informer         | 6.75/10 |
| GameSpot              | 7/10    |
| GamesRadar+           | [ 11 ]  |
| IGN                   | 7/10    |
| Push Square           | 7/10    |
| The Telegraph         | [ 14 ]  |
| Video Games Chronicle | [ 15 ]  |
| VG247                 | [ 16 ]  |

За даними Metacritic, Horizon Call of the Mountain отримав «загалом схвальні» відгуки.
Багато рецензентів сказали, що це чудова стартова гра для PS VR2 і «маст-хев» тайтл. Візуальні ефекти та краєвиди були особливо добре сприйняті. Ігровий процес скелелазіння також був «інтуїтивно зрозумілим», хоча іноді трохи виснажливим. Багатьом сподобався бій і хвалили його придатність для VR, а інші вважали його обмеженим.
Критикуючи те, що деякі частини були схожі на технічну демонстрацію, IGN похвалив те, як використовувані візуальні та тактильні ефекти покращили досвід: «Це справжня вітрина для PS VR2 з самого початку, з величезним видовищем, що поєднується з дрібними деталями». UploadVR сподобалися фізичні аспекти скелелазіння: «Існує навіть точне відчуття пружної напруги, коли відпускаєш мотузку і знову хапаєш її в повітрі, що нагадує приємні фізичні взаємодії, які ми бачили в Boneworks або The Walking Dead: Saints & Sinners». З іншого боку, Game Informer вважає, що гра надмірно акцентувала увагу на скелелазінні, перетворивши частину гри на банальну рутину: «Виконувати її нецікаво, навіть якщо це працює».